# 산타르세니오
산타르세니오(이탈리아어: Sant'Arsenio)는 이탈리아 캄파니아주 살레르노도에 있는 코무네이다. 나폴리로부터 남동쪽 180km, 살레르노로부터 남동쪽 76km 거리에 있다.

## 같이 보기
- 발로 디 디아노